# Lista de políticos entrevistados no Roda Viva
Esta é a Lista de políticos entrevistados no Roda Viva, organizados pela função ou cargo que o mesmo exercia no período em que a entrevista foi veiculada.

## Presidentes da República
| N.º | Entrevistado                     | Data                   | Mediador       | Notas                          | Ref.  |
| --- | -------------------------------- | ---------------------- | -------------- | ------------------------------ | ----- |
| 1.ª | Fernando Henrique Cardoso (PSDB) | 14 de outubro de 1996  | Matinas Suzuki | Ao vivo do Palácio da Alvorada | [ 1 ] |
| 2.ª | Fernando Henrique Cardoso (PSDB) | maio de 1999           | Paulo Markun   | Ao vivo do Palácio da Alvorada | [ 2 ] |
| 3.ª | Fernando Henrique Cardoso (PSDB) | 30 de dezembro de 2002 | Paulo Markun   | Ao vivo do Palácio da Alvorada |       |
| 4.ª | Luiz Inácio Lula da Silva (PT)   | 7 de novembro de 2005  | Paulo Markun   | Ao vivo do Palácio do Planalto | [ 3 ] |
| 5.ª | Luiz Inácio Lula da Silva (PT)   | 16 de outubro de 2006  | Paulo Markun   | Gravado do Palácio da Alvorada | [ 4 ] |
| 6.ª | Michel Temer (PMDB)              | 14 de novembro de 2016 | Augusto Nunes  | Gravado do Palácio da Alvorada | [ 5 ] |

## Vice-presidentes da República
| N.º | Entrevistado          | Data                   | Mediador          | Notas | Ref.  |
| --- | --------------------- | ---------------------- | ----------------- | ----- | ----- |
| 1.ª | José Alencar (PL)     | 19 de setembro de 2005 | Paulo Markun      |       | [ 6 ] |
| 2.ª | José Alencar (PRB)    | 30 de março de 2009    | Heródoto Barbeiro |       | [ 7 ] |
| 3.ª | Geraldo Alckmin (PSB) | 14 de outubro de 2024  | Vera Magalhães    |       | [ 8 ] |

## Governadores de estado

### Alagoas
| N.º | Entrevistado           | Data               | Mediador           | Notas | Ref.  |
| --- | ---------------------- | ------------------ | ------------------ | ----- | ----- |
| 1.ª | Fernando Collor (PMDB) | 18 de maio de 1987 | Rodolpho Gamberini |       | [ 9 ] |

### Bahia
| N.º | Entrevistado        | Data                    | Mediador           | Notas | Ref.   |
| --- | ------------------- | ----------------------- | ------------------ | ----- | ------ |
| 1.ª | Waldir Pires (PMDB) | 23 de fevereiro de 1987 | Rodolpho Gamberini |       | [ 10 ] |
| 2.ª | Paulo Souto (PFL)   | 24 de janeiro de 2005   | Paulo Markun       |       | [ 11 ] |
| 3.ª | Jaques Wagner (PT)  | 25 de outubro de 2010   | Marília Gabriela   |       | [ 12 ] |
| 4.ª | Jaques Wagner (PT)  | 1.º de abril de 2013    | Mario Sergio Conti |       | [ 13 ] |

### Minas Gerais
| N.º | Entrevistado             | Data                    | Mediador           | Notas | Ref.   |
| --- | ------------------------ | ----------------------- | ------------------ | ----- | ------ |
| 1.ª | Newton Cardoso (PMDB)    | 11 de maio de 1987      | Rodolpho Gamberini |       |        |
| 2.ª | Aécio Neves (PSDB)       | 2005                    | Paulo Markun       |       | [ 14 ] |
| 3.ª | Antonio Anastasia (PSDB) | 10 de fevereiro de 2014 | Augusto Nunes      |       | [ 15 ] |

### Pará
| N.º | Entrevistado        | Data                   | Mediador      | Notas | Ref.   |
| --- | ------------------- | ---------------------- | ------------- | ----- | ------ |
| 1.ª | Simão Jatene (PSDB) | 22 de dezembro de 2014 | Augusto Nunes |       | [ 16 ] |

### Pernambuco
| N.º | Entrevistado (a)   | Data                   | Mediador       | Notas | Ref.   |
| --- | ------------------ | ---------------------- | -------------- | ----- | ------ |
| 1.ª | Paulo Câmara (PSB) | 11 de setembro de 2018 | Aldo Quiroga   |       | [ 17 ] |
| 2.ª | Raquel Lyra (PSDB) | 26 de junho de 2023    | Vera Magalhães |       | [ 18 ] |

### São Paulo
| N.º  | Entrevistado           | Data                   | Mediador           | Notas             | Ref.   |
| ---- | ---------------------- | ---------------------- | ------------------ | ----------------- | ------ |
| 1.ª  | Franco Montoro (PMDB)  | 20 de outubro de 1986  | Rodolpho Gamberini |                   | [ 19 ] |
| 2.ª  | Orestes Quércia (PMDB) | 30 de março de 1987    | Rodolpho Gamberini |                   |        |
| 3.ª  | Mário Covas (PSDB)     | 18 de dezembro de 1994 | Heródoto Barbeiro  | Governador Eleito | [ 20 ] |
| 4.ª  | Mário Covas (PSDB)     | 22 de junho de 1998    | Matinas Suzuki     |                   | [ 21 ] |
| 5.ª  | Mário Covas (PSDB)     | 14 de agosto de 2000   | Paulo Markun       |                   | [ 22 ] |
| 6.ª  | Geraldo Alckmin (PSDB) | 22 de outubro de 2002  | Paulo Markun       |                   | [ 23 ] |
| 7.ª  | Geraldo Alckmin (PSDB) | 12 de dezembro de 2005 | Paulo Markun       |                   | [ 24 ] |
| 8.ª  | Márcio França (PSB)    | 16 de julho de 2018    | Ricardo Lessa      |                   | [ 25 ] |
| 9.ª  | João Doria (PSDB)      | 15 de abril de 2019    | Ricardo Lessa      |                   | [ 26 ] |
| 10.ª | João Doria (PSDB)      | 23 de agosto de 2021   | Vera Magalhães     |                   | [ 27 ] |
| 11.ª | Rodrigo Garcia (PSDB)  | 28 de novembro de 2022 | Vera Magalhães     |                   | [ 28 ] |

## Prefeitos de capitais

### Recife
| N.º | Entrevistado      | Data                  | Mediador       | Notas | Ref.   |
| --- | ----------------- | --------------------- | -------------- | ----- | ------ |
| 1.ª | João Campos (PSB) | 28 de outubro de 2024 | Vera Magalhães |       | [ 29 ] |

### São Paulo
| N.º  | Entrevistado (a)      | Data                   | Mediador           | Notas           | Ref.   |
| ---- | --------------------- | ---------------------- | ------------------ | --------------- | ------ |
| 1.ª  | Luiza Erundina (PT)   | 21 de novembro de 1988 | Augusto Nunes      | Prefeita Eleita | [ 30 ] |
| 2.ª  | Luiza Erundina (PT)   | 1990                   | Jorge Escosteguy   |                 | [ 31 ] |
| 3.ª  | Paulo Maluf (PPB)     | 23 de outubro de 1995  | Matinas Suzuki     |                 | [ 32 ] |
| 4.ª  | Celso Pitta (PPB)     | 1997                   | Matinas Suzuki     |                 | [ 33 ] |
| 5.ª  | Marta Suplicy (PT)    | 30 de outubro de 2000  | Paulo Markun       | Prefeita Eleita | [ 34 ] |
| 6.ª  | Marta Suplicy (PT)    | 28 de junho de 2004    | Paulo Markun       |                 | [ 35 ] |
| 7.ª  | Gilberto Kassab (PSD) | 24 de outubro de 2011  | Mario Sergio Conti |                 | [ 36 ] |
| 8.ª  | Fernando Haddad (PT)  | 10 de dezembro de 2012 | Mario Sergio Conti | Prefeito Eleito | [ 37 ] |
| 9.ª  | João Doria (PSDB)     | 7 de novembro de 2016  | Augusto Nunes      | Prefeito Eleito | [ 38 ] |
| 10.ª | João Doria (PSDB)     | 10 de abril de 2017    | Augusto Nunes      |                 | [ 39 ] |
| 11.ª | Bruno Covas (PSDB)    | 28 de janeiro de 2019  | Ricardo Lessa      |                 | [ 40 ] |
| 12.ª | Bruno Covas (PSDB)    | 27 de janeiro de 2020  | Vera Magalhães     |                 | [ 41 ] |
| 13.ª | Ricardo Nunes (MDB)   | 26 de julho de 2021    | Vera Magalhães     |                 | [ 42 ] |
| 14.ª | Ricardo Nunes (MDB)   | 9 de setembro de 2024  | Vera Magalhães     |                 | [ 43 ] |